# Communauté rurale de Gawane
La communauté rurale de Gawane est une communauté rurale du Sénégal située au centre-ouest du pays. 
Elle fait partie de l'arrondissement de Lambaye, du département de Bambey et de la région de Diourbel.
Lors du dernier recensement, la CR comptait 15 930 personnes et 1 517 ménages.
Son chef-lieu est Gawane.